# Landshuter Literaturtage
Die Landshuter Literaturtage sind eine von der Abteilung Kultur der Stadt Landshut organisierte Literaturreihe. Sie finden im Rhythmus von zwei Jahren im November statt.

## Konzept
Die Stadt Landshut richtet seit 1996 die „Landshuter Literaturtage“ aus. Thematisiert wurde bei den ersten 14 Auflagen (bis 2010) das Werk einer Schriftstellerin beziehungsweise eines Schriftstellers mit Bezug zu Landshut. Seit 2011 ist die Veranstaltung thematisch geleitet und befasst sich mit Literatur und den Zusammenhängen von Literatur und Gesellschaft. Im Fokus stehen dabei stets Themen, die auch einen Bezug zu Stadt und Region haben. Soweit möglich werden auch Autoren mit biographischem oder literarischem Bezug zu Landshut eingebunden. Ganz bewusst also reflektieren die „Landshuter Literaturtage“ seit Bestehen ihren Standort als regionale Kulturveranstaltung. Die Veranstaltungsreihe verlief anfangs über wenige Tage, aktuell über rund drei Wochen.

## Geschichte

### 2024 – 22. Auflage der Literaturtage
Beschreibung: Bei den Literaturtagen 2024 wurden Bücher und Texte vorgestellt, die mit konstruktivem Ansatz an die Themen der Zeit herangehen und zeigen, dass Risse in Biografien, aber auch in der Gesellschaft, mit positiver Energie geheilt werden können.
Motto: „Geht doch! Bücher, die Mut machen“
Zeitraum: 9. bis 28. November 2024
Mitwirkende/Akteure: Peter Tauber, Lisa Gusel, Andrea Petković, Hasnain Kazim, Laura Hybner, Thomas Ecker, Oliver Karbus, Ella Schulz, Martin Kubetz, Sara Brandhuber, Raoul Schrott, Christian Muggenthaler, Sabine Böhne-Di Leo

### 2022 – 21. Auflage der Literaturtage
Beschreibung: Die Veranstaltungen der Landshuter Literaturtage 2022 kreisten um die verschiedensten Formen von Tagebüchern – private und literarische, aktuelle und historische sowie solche, welche die Grenzen des Genres überschreiten. Der Bogen wurde vom Selbstversuch am Eröffnungsabend über gefälschte Tagebücher, geheime Aufzeichnungen, Romane und Reiseberichte bis hin zu lokalhistorischen Entdeckungen gespannt.
Motto: „Die Seiten des Lebens“
Zeitraum: 4. bis 20. November 2022
Mitwirkende/Akteure: Doris Dörrie, Moritz Katzmair, Philipp Seidel, Thomas Ecker, Christian Gerhaher, Dieter Borchmeyer, Bernhard Setzwein, Christian Muggenthaler, Bernhard Lübbers, Gunnar Cynybulk, Titus Müller, Bernhard Bachem, Hans-Peter Schneider, Verena Roßbacher, Willi Winkler, Philipp Seidel, Lisa Gusel

### 2020 – 20. Auflage der Literaturtage
Motto: „In Zukunft. 16 Tage 16 Visionen“
Vom 19. November bis zum 4. Dezember 2020 ging es um Fragen, wie sich verschiedene Generationen Zukunft vorstellen und vorgestellt haben. Wegen der Einschränkungen durch das Geschehens rund um das Corona-Virus fanden die Veranstaltungen im digitalen Raum statt. Soweit Veranstaltungen stattfanden, sind im Internet entweder als Video präsent wie Ingo Schulzes Lesung oder als Audio-Podcast, etwa mit Oliver Karbus, der Texte aus der Vergangenheit über die Zukunft las.
Mitwirkende: Julia Prechsl, Lisa Gusel, Markus Mayer, Laura Lichtblau, Bernhard Lübbers, Heidi Prax, Thomas Ecker, Oliver Karbus, Karl Olsberg, Sina Trinkwalder, Ingo Schulze, Christian Muggenthaler

### 2018 – 19. Auflage der Literaturtage
Beschreibung: Im Rahmen der 19. Landshuter Literaturtage erfolgte eine programmatische Erweiterung des bisherigen Konzepts über die regionale Perspektive hinaus hin zu einer bewusst europäischen Ausrichtung. Inspiriert vom grenzüberschreitenden Blick literarischer Autorinnen und Autoren sollte Europa in seiner kulturellen Vielfalt erfahrbar gemacht werden. Die Literaturtage verstanden sich als Plattform, um die Verflechtungen von Regionen, Sprachen und Migrationserfahrungen literarisch und diskursiv zu beleuchten. Das Programm legte besonderen Wert auf dialogische Formate: Im Zentrum standen nicht allein Lesungen, sondern auch Gespräche mit den eingeladenen Schriftstellerinnen und Schriftstellern über Themen wie Mehrsprachigkeit, Migration und gesellschaftlichen Wandel. Dabei blieb die kreative Beteiligung regionaler Akteure, insbesondere aus Landshut, ein konstitutiver Bestandteil der Veranstaltung.
Motto: „Europa liest sich gut! Literatur aus und über Europa“
Zeitraum: 3. bis 25. November 2018
Mitwirkende/Akteure: Sebastian Schnoy, Rainer Liedtke, Harald Grill, Ana Zirner, Francesca Melandri, Monika Maron, Jarolsav Rudiš, Su Turhan, Oliver Karbus, Catalin Dorian Florescu, Heidi Prax, Lisa Gusel

### 2016 – 18. Auflage der Literaturtage
Beschreibung: Die 18. Landshuter Literaturtage widmeten sich dem Thema „Heimatkrimi“ – einer Literaturgattung, die Regionalität, Bedrohliches und Bekanntes miteinander verbindet und große Beliebtheit genießt. Statt eines einzelnen Autors wurde diesmal ein Genre umfassend beleuchtet: von literaturwissenschaftlicher Einordnung über Vermarktung und Verfilmungen bis hin zu kritischen Diskussionen. Neben der Analyse gab es viele Gelegenheiten, Heimatkrimiautoren aus der Region persönlich kennenzulernen. Eine Ausstellung zeigte die Region als Krimi-Landschaft.
Motto: „I war´s ned! Heimatkrimis aus Ostbayern“
Zeitraum: 4. November bis 4. Dezember 2016
Mitwirkende/Akteure: Denis Scheck, Markus Flexeder, Sigi Zimmerschied, Emanuel Socher-Jukic, Katharina Bennefeld-Kersten, Christian Muggenthaler, Stefan Betz, Richard Dübell, Günther Frühmorgen, Katharina Gerwens, Christian Limmer, Raimund A. Mader, Wolf Schreiner, Schwafi, Lisa Gusel, Mario Tamme, Heidi Prax, Sebastian Hofmüller, Greulix Schrank, Dirk Niefanger

### 2014 – 17. Auflage der Literaturtage
Beschreibung: Bei den 17. Landshuter Literaturtagen 2014 stand Martin Sperr im Mittelpunkt, ein wichtiger Vertreter des kritischen Volkstheaters. Die Veranstaltungen beleuchteten seine bekannten Werke wie „Jagdszenen aus Niederbayern“, aber auch weniger bekannte Texte und private Facetten seines Lebens. Sperr zeigte in seinen Stücken die dunklen Seiten der Gesellschaft und wollte zum Nachdenken anregen, nicht schockieren.
Motto: „Martin Sperr (1944-2002) und das Volkstheater“
Zeitraum: 5. bis 30. November 2014
Mitwirkende/Akteure: Christoph Nußbaumeder, Christiane Blumhoff, Sarah Camp, Joseph Hannesschläger, Rainer Haustein, Katharina Elisabeth Kram, Bettina Mittendorfer, Enzi Fuchs, Eos Schopohl, Karlheinz Braun, Christoph Leibold, Oliver Karbus, Christian Muggenthaler, Lisa Gusel, Jochen Schölch, Mathias Paintner

### 2012 – 16. Auflage der Literaturtage
Motto: „Emerenz Meier (1874-1928) und die Auswanderung nach Amerika“
Als Tochter einfacher Verhältnisse rang Emerenz Meier wie andere Autoren ihrer Generation mit den Widerständen ihrer Herkunft. Früh literarisch tätig und von gebildeten Förderern unterstützt, blieb ihr der Erfolg als Autorin weitgehend verwehrt. Ihre Werke zeichnen sich durch die Darstellung von Außenseitern in der harten Lebenswelt des Bayerischen Waldes aus und heben sie deutlich von traditioneller Heimatliteratur ab. Die Literaturtage vom 7. bis 28. November 2012 thematisierten sowohl ihre literarische Produktion als auch ihre Erfahrung der Migration in die USA. Eine von Christian Muggenthaler organisierte Ausstellung über Emerenz Meier im Rathausfoyer begleitete die Literaturtage.
Mitwirkende: Hans Göttler, Stefan Lang, Max Seefelder, Marlene Eberwein, Matthias Klimmer, Maria Magdalena Rabl, Dieter Fischer, Ina Meling, Hansi Anzenberger, Katharina Schwägerl, Michaela Stögbauer, Kurt Schürzinger, Lisa Gusel, Friedemann Fegert, Anke Bär, Michaela Karl, Christian Muggenthaler, Miroslav Nemec, Mathias Paintner, Reinhart Hoffmann

### 2011 – 15. Auflage der Literaturtage
Beschreibung: Die 15. Landshuter Literaturtage widmeten sich dem Werk und Wirken des bayerischen Schriftstellers Harald Grill (* 1951), der als eine der bedeutendsten literarischen Stimmen des Freistaats gilt. Grill zeichnet sich durch eine außergewöhnliche Gattungsvielfalt aus: Sein Schaffen umfasst Lyrik, Theaterstücke, Romane und Essays. Neben seiner literarischen Tätigkeit engagiert er sich pädagogisch in Schulen und setzt sich entschieden für den Erhalt des bairischen Dialekts als eigenständige, literarisch produktive Sprache ein. Grill versteht seine schriftstellerische Arbeit zugleich als politischen Akt: Sein Eintreten für den Schutz traditioneller Natur- und Kulturlandschaften verweist auf ein umfassendes Heimatverständnis. Charakteristisch für seine Persönlichkeit ist zudem eine bewusste Abkehr von Beschleunigung und Oberflächlichkeit. Die Literaturtage machten die verschiedenen Facetten dieses vielfach ausgezeichneten Autors sichtbar und thematisierten gleichzeitig den gesellschaftlichen Stellenwert des Dialekts in Literatur und Bildung – in einem offenen, lebensnahen Dialog zwischen Autoren, Publikum und Veranstaltern.
Motto: „Harald Grill und der bairische Dialekt“
Zeitraum: 7. bis 30. November 2011
Mitwirkende/Akteure: Reinhard Wittmann, Christian Muggenthaler, Gerald Huber, Eva Sixt, Titus Horst, Ludwig Zehetner, Maria Magdalena Rabl, Hansi Anzenberger, Hans Göttler, Mathias Paintner

### 2010 – 14. Auflage der Literaturtage
Beschreibung: Im Rahmen der Landshuter Literaturtage wurde die vielfach ausgezeichnete Autorin Mirjam Pressler gewürdigt, die zu den herausragenden Persönlichkeiten der deutschsprachigen Gegenwartsliteratur zählt. Nach einer frühen Ausbildung in Malerei und Sprachen begann Pressler 1979 Kinder- und Jugendbücher zu veröffentlichen, wobei ihr Werk sich insbesondere durch die Auseinandersetzung mit Themen beschädigter Kindheiten auszeichnet. Parallel etablierte sie sich als bedeutende Übersetzerin aus dem Hebräischen, Englischen und Niederländischen. Seit den frühen 1990er Jahren rückte das Schicksal jüdischer Kinder im Holocaust verstärkt in den Fokus ihres Schaffens; Anne Frank wurde dabei zur zentralen Symbolfigur. Presslers Arbeiten sind zudem geprägt von der literarischen Verarbeitung klassischer Stoffe und einem konsequenten Einsatz für kulturelle Verständigung. Ihre Wahlheimat Landshut bot ihr den Rahmen für eine intensive Beteiligung an über einem halben Dutzend Veranstaltungen, die im Austausch mit internationalen Gästen und lokalen Akteuren stattfinden.
Motto: „Mirjam Pressler“
Zeitraum: 12. November bis 10. Dezember 2010
Mitwirkende/Akteure: Mirjam Pressler, Lizzie Doron, Gabriele von Glasenapp, Frank Griesheimer, Gerti und Buddy Elias, Wolfgang Niess, Hermann Ruch, Georg Braun, Cornelia Feldkamp, Gebine Schad, Claudia Käsbauer, Petra Reinert, Lisa Gusel, Heike Seiler, Ottilie Kirschner, Georg Braun, Oberstufentheatergruppe des Hans-Carossa-Gymnasiums, Klasse 10d der Staatlichen Realschule Landshut, Schülerinnen der Fremdsprachenschule, Jugendleseclub der Stadtbücherei Landshut

### 2009 – 13. Auflage der Literaturtage
Beschreibung: Reiner Kunze (* 1933 in Oelsnitz/Erzgebirge) ist bekannt als politischer Lyriker, dessen Werke eine zunehmende Distanz zum DDR-Regime zeigen. Trotz seiner politischen Themen betonte er, dass es ihm um die Verteidigung des einzelnen Menschen ging. Die Landshuter Literaturtage würdigten Kunzes vielseitiges Werk, das neben Lyrik auch Fotografien und Kinderbücher umfasst.
Motto: „Reiner Kunze“
Zeitraum: 5. November bis 9. Dezember 2009
Mitwirkende/Akteure: Reiner Kunze, Oberstufentheatergruppe des Hans-Carossa-Gymnasiums, Pluskurs Literatur des Hans-Leinberger-Gymnasiums, Hubertus Hierl, Andreas Rödder, Wolfgang Frühwald, Heiner Feldkamp

### 2008 – 12. Auflage der Literaturtage
Beschreibung: Günter Eich (1907–1972) zählt zu den prägenden Autoren der deutschsprachigen Nachkriegslyrik und der Trümmerliteratur. Gedichte wie „Inventur“ und „Latrine“, die er während seiner amerikanischen Gefangenschaft verfasste, sowie der Band „Abgelegene Gehöfte“ (1948) sind hierfür exemplarisch. Eich gilt zudem als Klassiker des literarischen Hörspiels, insbesondere nach der Veröffentlichung des Hörspiels „Träume“ (1951). Er erhielt bedeutende Auszeichnungen wie den Hörspielpreis der Kriegsblinden (1953), den Georg-Büchner-Preis (1959) und den Schiller-Gedächtnispreis (1968). Die 12. Landshuter Literaturtage erinnerten an Eichs Aufenthalt in Geisenhausen bei Landshut (1945–1954) und würdigen sein Werk mit einem vielfältigen Programm, das Landshuter Künstler, Schüler sowie prominente Sprecher und Literaturexperten einbezieht.
Motto: „Günter Eich“
Zeitraum: 8. November bis 7. Dezember 2008
Mitwirkende/Akteure: Bruno Schmid, Renate Bay-Stimmelmayr, Marco Leißl, Maria Luise Schlay, Roland Berbig, Mario Schoßer, Christian Brückner, Pluskurs Literatur und Leistungskurs Deutsch K13 des Hans-Leinberger-Gymnasiums, Oberstufen-Theatergruppe des Hans-Carossa-Gymnasiums

### 2007 – 11. Auflage der Literaturtage
Beschreibung: Anlässlich seines 200. Geburtstags wurde das Universalgenie und der als „Kasperlgraf“ bekannte Autor, Franz Graf von Pocci als Schriftsteller, Zeichner und Maler, Komponist und Hofmann vorgestellt. Pocci war Student der Rechtswissenschaften in Landshut.
Motto: „Franz Graf von Pocci (1807-1876). Ein künstlerisches Universalgenie“
Zeitraum: 16. bis 29. November 2007
Mitwirkende/Akteure: Michael Köhle, GRÄGS e.V., Johannes Glötzner, Inge Rassaerts, Benno Hermann, Barbara Krafft, Michael Stephan, Michael Kravtchin

### 2006 – 10. Auflage der Literaturtage
Beschreibung: Richard Dübell wurde 1962 in Landshut geboren und wurde von der Stadt Landshut im Jahr 2003 mit dem Kulturförderpreis ausgezeichnet. Sein erster bekannter Krimi-Roman „Der Tuchhändler“, spielt zur Zeit der Landshuter Hochzeit. Darauf folgten weitere historische Kriminalromane wie „Der Jahrtausendkaiser“ oder „Die schwarzen Wasser von San Marco“. Mit „Eine Messe für die Medici“ schaffte er bereits 2002 den Sprung auf die Bestsellerliste.
Motto: „Richard Dübell. Tatort Geschichte“
Zeitraum: 16. bis 26. November 2006
Mitwirkende/Akteure: Katrin Weinzierl, Reinhard Peer, Peter Pruchniewitz, Olaf Schürmann, Mathias Kuper, Richard Dübel, Georg Brun

### 2005 – 9. Auflage der Literaturtage
Beschreibung: Der 1930 in Schlesien geborene Reiner Zimnik kam bei Kriegsende nach Landshut zu Verwandten, wo er sowohl eine Handwerkslehre als auch die Oberrealschule absolvierte. Anschließend studierte er an der Akademie der bildenden Künste in München Malerei und Grafik. Reiner Zimnik ist den Landshutern vor allem als Autor und Illustrator der Geschichte „Xaver der Ringelstecher und das gelbe Ross“ (1954), die zur Zeit der Landshuter Hochzeit spielt, bekannt. Inspiriert wurde er durch seine mehrmalige aktive Teilnahme an der Landshuter Hochzeit. Im Bayerischen Fernsehen liefen z. B. seine Bildgeschichten „Sebastian Gsangl“ oder „Der Lektro“. Zu seinen Bildgeschichten in Buchform zählen „Die Trommler für eine bessere Zeit“ (1958) oder „Der Kran“.
Motto: „Reiner Zimnik“
Zeitraum: 10. bis 20. November 2005
Mitwirkende/Akteure: Walter Pöschl, Peter Pruchniewitz, Sigi Müller, Manuel Boecker, Sebastian Gsangl, Dieter Fischer

### 2004 – 8. Auflage der Literaturtage
Beschreibung: Johann Michael Sailer war Universitätsprofessor und ein bedeutender Kirchenmann, Schriftsteller und Pädagoge, der durch seine Persönlichkeit seiner Zeit vorauseilte. Sein reiches literarisches Schaffen umfasst zahlreiche bis heute nachwirkende pädagogische und theologische Schriften, aber auch die Sammlung und Kommentierung deutscher Sprichwörter oder seine ökonomischen Versuche zur Wasserflut. Er wird gerade in seiner Bildhaftigkeit als Meister der deutschen Sprache gerühmt. Als Sohn eines einfachen Dorfschusters vollzog er mit Hilfe der kirchlichen Institutionen einen bemerkenswerten sozialen und geistigen Aufstieg. 1799 wurde er von Maximilian von Montgelas als Professor für Moral- und Pastoraltheologie, der Liturgie und Pädagogik nach Ingolstadt und dann nach Landshut berufen, wo er während 1800 und 1821, der Zeit der Aufklärung, wirkte. Trotz Widerstands überzeugte er nicht nur seine Studenten, sondern auch Ludwig I., der ihn schließlich als Domkapitular und dann als Weihbischof in Regensburg einsetzte.
Motto: „Johann Michael Sailer (1751 - 1832)“
Zeitraum: 21. bis 31. Oktober 2004
Mitwirkende/Akteure: Konrad Baumgartner, Msgr. Paul Mai, Msgr. Norbert Fuchs, Norbert Göttler, Karl Hausberger, Stefanje Weinmayr

### 2003 – 7. Auflage der Literaturtage
Beschreibung: Im Rahmen der Landshuter Literaturtage 2003 wurde Berta Huber thematisiert. Sie gilt als die Poetin der Grasgasse und wuchs bei dem Bäckerehepaar Huber in der Grasgasse 321 in Landshut auf. Ihre Gedichte und Biografien überzeugten nicht nur den finnischen Komponisten Yrjö Kilpinen. In vielen Gedichten von ihr gibt sie ihre Liebe zu ihrer Heimatstadt Landshut preis.
Motto: „Berta Huber (1897 - 1969)“
Zeitraum: 23. bis 29. Oktober 2003
Mitwirkende/Akteure: Josef Deimer, Gabriele Goderbauer-Marchner, Ursula Erb, Klaus Hübner, Barbara Lackermeier

### 2002 – 6. Auflage der Literaturtage
Beschreibung: Ludwig Thoma wurde am 21. Januar 1867 in Oberammergau als Sohn des königlich-bayerischen Oberförsters Max Thoma und dessen Ehefrau Katharina, einer Wirtstochter geboren. Nach dem Tod des Vaters besuchte der „Lausbub“ verschiedene Internate und Lateinschulen und muss schließlich wegen einer harmlosen Liebesgeschichte das Wilhelmsgymnasium München verlassen. Um das Abitur zu machen, kommt Ludwig Thomas 1885 – im Alter von 18 Jahren – nach Landshut. Dem altbayerischen Dichter wurden die 6. Landshuter Literaturtage gewidmet. Die Veranstaltungsreihe zeigte mit Vorträgen namhafter Referenten, Ausstellungen, Theater und Lesungen das Leben und Werk Ludwig Thomas in seiner Vielschichtigkeit auf.
Motto: „Ludwig Thoma (1867 - 1921)“
Zeitraum: 9. bis 17. November 2002
Mitwirkende/Akteure: Barbara Mayr, Heribert Haider, Elmar Raida, Bernhard Gajek, Benno Herrmann, Gabi Butz, Josef Deimer, Gerd Thumser, Christoph Thoma

### 2001 – 5. Auflage der Literaturtage
Beschreibung: Die 5. Landshuter Literaturtage widmeten sich dem österreichischen Schriftsteller Heimito von Doderer anlässlich seines 105. Geburtstags und 35. Todestags. Doderer, der Landshut als Ort kreativer Ruhe schätzte, lebte dort ab 1952 regelmäßig bei seiner Ehefrau Emmi Maria. In dieser friedsamen und gelassenen Umgebung entstanden zentrale Teile seines Werks, darunter Abschnitte des Wien-Romans „Die Dämonen“ sowie des unvollendeten „Roman No. 7“. Die Literaturtage würdigten Doderers Schaffen mit Lesungen, Vorträgen, Ausstellungen und Musik.
Motto: „Heimito von Doderer (1896 - 1966)“
Zeitraum: 8. bis 18. November 2001
Mitwirkende/Akteure: Bernhard Setzwein, Martin Mosebach, Hans Maierhofer, Gerald Sommer, Bernhard Brenneis, Wendelin Schmidt-Dengler, Veronika von Quast, Hans Maierhofer, Wilhelm Föckersperger, Eckhard Zylla, Elmar Kohn, Herbert Willi

### 2000 – 4. Auflage der Literaturtage
Beschreibung: Die vierten Landshuter Literaturtage waren der Schriftstellerin Lena Christ gewidmet. Mit Lesungen, Vorträgen, Musik und einer Ausstellung wurde ihr Werk gewürdigt. Christ (1881–1920) schrieb überwiegend autobiografisch und schilderte das altbayerische Leben des frühen 20. Jahrhunderts mit großer Authentizität. Sie lebte 1917/18 in Landshut, wo sie unter anderem an der Erzählungssammlung „Bauern“ arbeitete. Ihre Werke sind neben den Arbeiten ihres Gönners, Ludwig Thoma anzuordnen und zeichnen sich durch ein eigenständiges episches Talent und stilistische Sicherheit aus.
Motto: „Lena Christ (1881 - 1920)“
Zeitraum: 9. bis 15. Oktober 2000
Mitwirkende/Akteure: Bernhard Setzwein, Walter Pöschl, Clemens Neuwirt, Ulrich Dittmann

### 1999 – 3. Auflage der Literaturtage
Beschreibung: Zwischen 1809 und 1810 wohnte Bettina von Arnim in Landshut im stattlichen Haus des Grafen Johner an der Ecke Neustadt/Steckengasse. Aufgewachsen im – wie ihr Bruder, Clemens Brentano, einmal bemerkte – „witzigsten und geistreichsten Haus der Welt“, erlebte Bettina jene Romantik aus unmittelbarer Anschauung, die mit dem Namen ihres Bruders und ihres Mannes, Achim von Arnim, verbunden ist. Mit ihren Briefromanen – „Goethes Briefwechsel mit einem Kinde“ (1835), „Die Günderode“ (1840), „Clemens Brentanos Frühlingskranz“ (1844) – begründete sie und förderte sie den Mythos vom Kind Bettina, von „diesem romantischen Geschöpf“ (Clemens Brentano).
Motto: „Bettina von Arnim (1785-1859)“
Zeitraum: 2. bis 10. Oktober 1999
Mitwirkende/Akteure: Dagmar Knöpfel, Bernhard Gajek, Anja Buczkowski, Georg Spitzlberger, Wolfgang Bunzel, Ulrike Landfester, Gerd Fitz, Katharina Fitz

### 1997 – 2. Auflage der Literaturtage
Beschreibung: Kaum ein anderer Philosoph des letzten Jahrhunderts hat das Denken nachfolgender Generationen so beeinflusst wie der am 28. Juli 1804 in Landshut geborene spätere Philosoph Ludwig Feuerbach. Den einen gilt er als einer der bedeutendsten Gelehrten seines Jahrhunderts, anderen dagegen als gefährlicher Provokateur traditioneller Theologie. Sein 1841 erschienenes Buch über „Das Wesen des Christentums“ wirkte wie ein Sprengsatz in der gelehrten Welt seiner Zeit. Dass die Theologie in erster Linie statt über Gott Aufschluss über die Menschen gebe, war Feuerbachs revolutionäre Botschaft, die später vor allem Karl Marx begierig aufsog. Aber auch Literaten wie Gottfried Keller, der von sich behauptete, „die Welt sei ihm durch Feuerbach unendlich schöner und tiefer geworden“, verdankten dem Landshuter wesentliche Anstöße.
Motto: „Ludwig Feuerbach (1804-1872)“
Zeitraum: 17. bis 26. Oktober 1997
Mitwirkende/Akteure: Wilhelm Föckersperger, Michael Lange, Raimund Reiter, Helmut Stix, Karl Baier, Georg Spitzlberger, Klaus von Plötz, Werner Schussenhauer, Jochen Decker

### 1996 – 1. Auflage der Literaturtage
Beschreibung: Hans Carossa arbeitet als Arzt sowie Schriftsteller und vereint beide Welten in seinen Arzt-Romanen. In verschiedenen autobiografischen Werken thematisierte er ebenso seine Kriegserfahrungen während des 1. Weltkriegs und seine Schullaufbahn in Landshut. Sein Mitläufertum während dem Nationalsozialismus thematisiert Carossa in seinem Spätwerk „Ungleiche Welten“ (1951). In der Nachkriegszeit erfreute sich sein dichterisches Werk erneuter Beliebtheit. Carossa ist Namensgeber des humanistischen Gymnasiums in Landshut.
Motto: „Hans Carossa (1878 - 1956)“
Zeitraum: 12. bis 22. September 1996
Mitwirkende/Akteure: Mario Schosser, Albert von Schimding, Michael-Rainer Kuntz, Anton Mößmer